# Mucajaí
Mucajaí – miasto i gmina w Brazylii, w stanie Roraima. Znajduje się w mezoregionie Sul de Roraima i mikroregionie Caracaraí.